# Paralyricen sorana
Paralyricen sorana är en insektsart som beskrevs av Ronald Gordon Fennah 1956. Paralyricen sorana ingår i släktet Paralyricen och familjen Derbidae. Inga underarter finns listade i Catalogue of Life.